# Лельма (железнодорожная станция)
Лельма — железнодорожная станция в Няндомском районе Архангельской области.

## География
Находится в юго-западной части Архангельской области на расстоянии приблизительно 39 км на север по прямой от административного центра района города Няндома у одноименной станции Северной железной дороги.

## История
Станция Лельма была открыта в 1929 году, ныне имеет статус обгонного пункта. До 2022 года населенный пункт входил в Шалакушское сельское поселение до его упразднения.

## Население
Численность населения: 212 человек (русские 88 %) в 2002 году, 142 в 2010.